# Вознесение матушки Кюстерс
«Вознесение матушки Кюстерс» или «Путешествие матушки Кюстерс на небо» (нем. Mutter Küsters' Fahrt zum Himmel) — кинофильм режиссёра Райнера Вернера Фасбиндера, вышедший на экраны в 1975 году. Лента принимала участие в конкурсной программе Чикагского и Вальядолидского кинофестивалей; исполнительница главной роли Бригитта Мира номинировалась на премию Deutscher Filmpreis.

## Сюжет
Эмма Кюстерс — пожилая женщина, живущая жизнью обычного обывателя вместе с мужем и семьёй своего сына. Однажды её муж не возвращается домой с работы. Им сообщают, что он убил начальника и затем покончил с собой. Члены семьи по-разному реагируют на это событие. Невестка Хелене не хочет иметь с этим ничего общего и даже уезжает с мужем в отпуск на время похорон. Дочь Коринна использует поступок отца, чтобы привлечь внимание к своей певческой карьере. Матушка Кюстерс пытается как-то осознать случившееся и справиться с произошедшим. Однако крутящиеся вокруг журналисты лишь используют её слова для публикации сенсационных и лживых материалов. Возмущением женщины пользуются члены коммунистической партии, которые привлекают её своим сочувствием и объясняют поступок мужа следствием его неспособности справиться с моральным давлением на работе, но не предпринимают никаких конкретных действий для обеления его имени. Такие действия предлагают анархисты, которые хотят сделать сидячую забастовку в редакции одного из таблоидов, однако на самом деле устраивают теракт с захватом заложников. В результате столкновения с полицией матушка Кюстерс погибает.
Для американского проката Фасбиндер снял нарочито счастливую концовку, в которой матушка Кюстерс встречает в редакции приятного пожилого мужчину и решает начать новую жизнь.

## В ролях
- Бригитта Мира — Эмма Кюстерс
- Ингрид Кавен — Коринна, дочь Эммы
- Маргит Карстенсен — Марианна Тельман, член компартии
- Карлхайнц Бём — Карл Тельман, муж Марианны
- Ирм Херман — Хелене, невестка Эммы
- Готфрид Йон — Нимайер, журналист
- Петер Керн — владелец ночного клуба
- Курт Рааб — Густав, владелец бара
- Густав Хольцапфель — господин Хольцапфель
- Лило Пемпайт — секретарь
- Петер Хатель — фотограф
- Армин Майер — Эрнст Кюстерс, сын Эммы
- Матиас Фукс — Хорст Кнаб, анархист